# 武石橘次
武石 橘次（たけいし きつじ、1853年3月18日（嘉永6年2月9日）- 1918年（大正7年）3月30日）は、明治・大正期の地主、実業家、政治家。貴族院多額納税者議員。

## 経歴
豊後国玖珠郡小田村（大分県玖珠郡万年村を経て現玖珠町）で素封家・武石儀策の長男として生まれる。広瀬林外、孔珠渓に師事した。1873年（明治6年）6月、家督を相続した。
家業の農業、山林業を営む。1895年（明治28年）万田銀行頭取に就任。その他、大分県農工銀行取締役、大分銀行取締役、大分共立貯蓄銀行取締役、豊州瓦斯（現大分ガス）取締役などを務めた。
政界では、1888年（明治21年）大分県会議員に当選。その他、万年村会議員、玖珠郡会議員を務めた。1911年（明治44年）の貴族院多額納税者議員選挙で互選され、同年9月29日に就任し、在任中の1918年3月、病のため死去した。

## 親族
- 長男 武石義夫（実業家、大分県会議員）[2][5][8]